# Bugaj (Bełchatów)
Bugaj – południowa część miasta Bełchatowa w Polsce, w województwie łódzkim, w powiecie bełchatowskim. Rozpościera się w rejonie ulicy Tkackiej.